# Fort Rondel
Fort Rondel, nazývaný také Fort Fryderyka Wilhelma, Fort Montalemberta nebo Baszta Montalemberta, je památkově chráněný fort v bývalém městě a současné části Koźle města Kandřín-Kozlí v okrese Kandřín-Kozlí v jižním Polsku. Geograficky se nachází na pravém břehu řeky Odra v nížině Ratibořská kotlina, Opolském vojvodství a Horním Slezsku.

## Historie a popis
Hlavní částí fortu je kruhová čtyř podlažní zděná věž, s kruhovým otevřeným dvorem uprostřed (vnější obvod je 33,9 m a vnitřní obvod je 15,6 m). Fort byl součástí opevnění na předpolí tvrze pravého břehu řeky. Byl postaven v roce 1805 podle návrhu francouzského generála, markýze a vojenského architekta Marc-René de Montalemberta (1714-1800). Fort nikdy nebyl dostavěn. Na počátku 20. století (po zániku pevnosti Koźle) byl fort zrušen a byla zde sladovna. V roce 1945 částečně vyhořel a stal se ruinou.

## Další informace
Místo je přístupné jen s průvodcem.

## Galerie

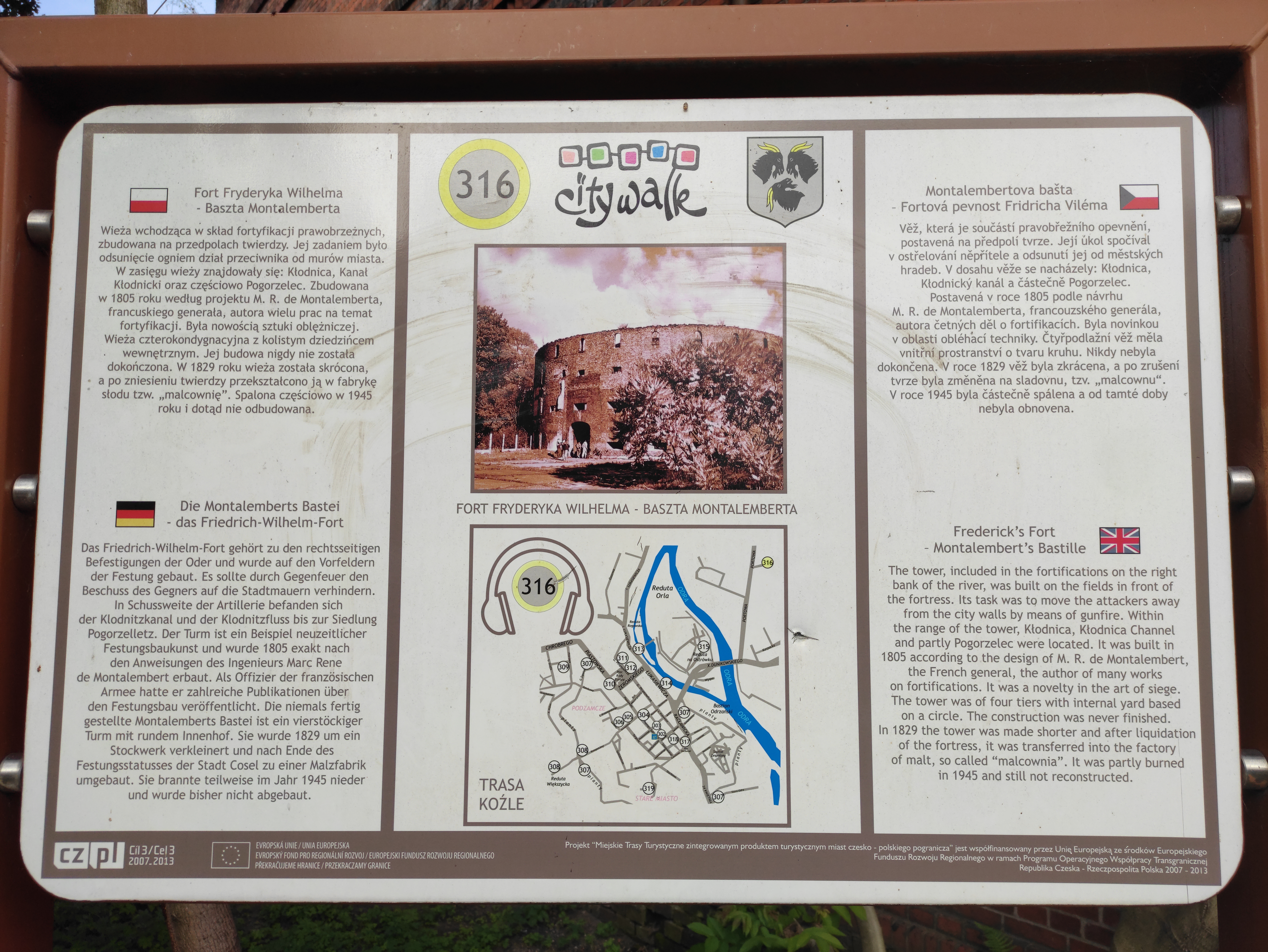
Informační panel na místě
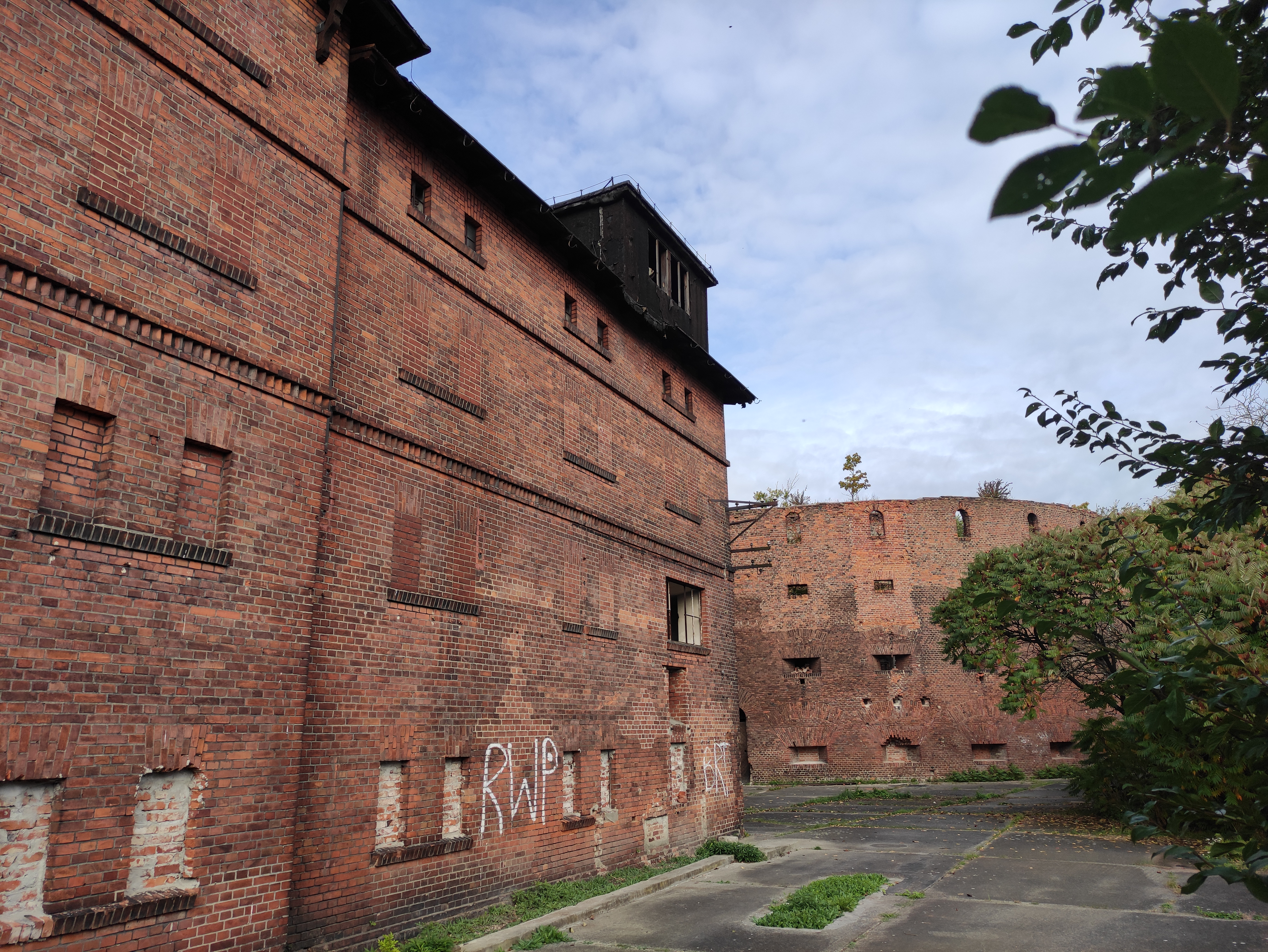
U pevnosti
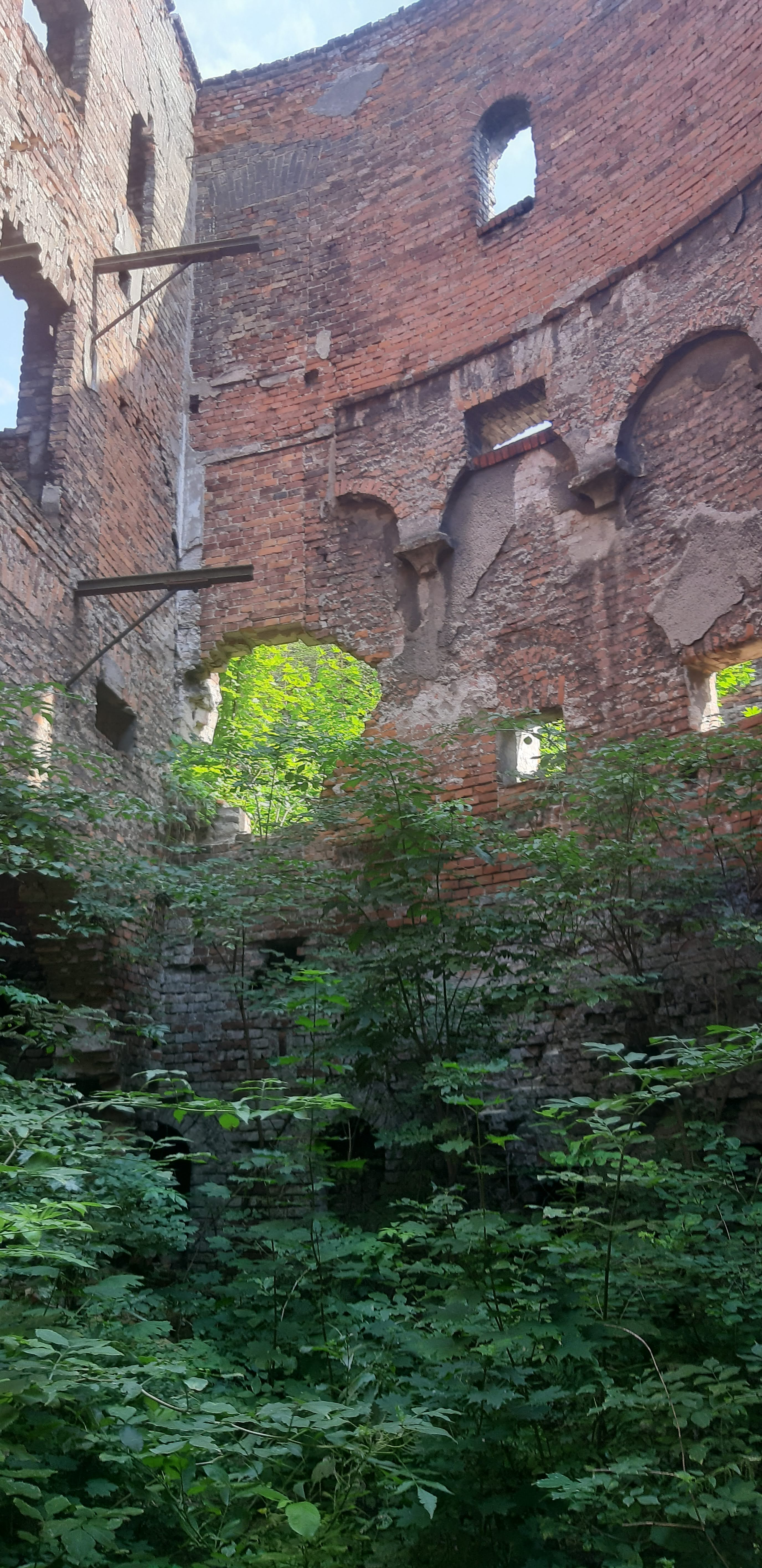
Baszta Montalemberta